# Simon de La Loubère

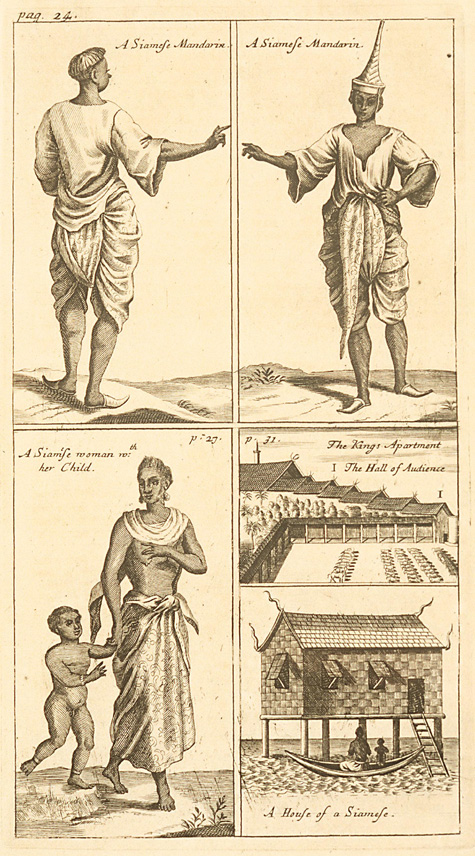
Simon de La Loubère :
Du Royaume de Siam.
Illustration de l'édition anglaise (1693).

Simon de La Loubère, né le 21 avril 1642 à Toulouse et mort le 26 mars 1729 à Montesquieu-Volvestre, est un poète et diplomate français, envoyé extraordinaire de Louis XIV au Siam et « second fondateur » de l'Académie des Jeux floraux.

## Sa vie et son œuvre
Né d'un père épris de belles-lettres et officier du présidial de Toulouse, il compose à l'âge de seize ans une tragédie en vers latins qu'il jettera plus tard au feu. Il se rend à Paris, écrit des poésies galantes que l'on met en chansons, puis étudie le droit et devient secrétaire de l'ambassadeur de Suisse. En 1687, il est envoyé au Siam par Louis XIV, qui, à la suite des premiers contacts entre les deux royaumes en 1662, rêve de convertir le roi de Siam Narai (1629-1688) à la religion catholique. L'expédition se compose de cinq navires, à bord desquels mille trois cents personnes ont pris place pour raccompagner les deux ambassadeurs siamois dans leur pays. L'entreprise tourne au fiasco, mais Simon de La Loubère en rapporte un classique de la littérature du voyage qu'il fait paraître en 1691. Il est envoyé ensuite en Espagne pour une mission secrète qui se termine elle aussi par un échec. De retour en France après une courte incarcération, il s'attire la protection du comte de Pontchartrain, qui lui confie l'éducation de son fils. Il est élu membre de l'Académie française en 1693 et de l'Académie royale des inscriptions et médailles en 1694.
« Mais le nouvel élu ressentit bientôt d'irrésistibles atteintes du mal du pays. Il commença par solliciter le rétablissement de l'Académie des Jeux floraux, autrefois si célèbre, alors dégénérée. Il en démontra si bien l'utilité qu'on le chargea d'en dresser de nouveaux statuts, les lettres patentes, et d'en désigner lui-même les membres, ce qu'il fit en n'oubliant que lui ; mais la nouvelle Académie, qui le regardait avec raison comme son second fondateur, le récompensa de son omission modeste en lui déférant à l'unanimité la première place vacante. Il n'en fallut pas davantage pour l'attirer à Toulouse ; il colora son départ du prétexte de remercier ses nouveaux confrères. L'amour de la terre natale le ramenait ; les charmes d'une aimable parente le retinrent. Il l'épousa, quoique âgé de soixante ans, et ne reparut plus à Paris qu'à de rares intervalles, et seulement pour affaires. » Simon de La Loubère composa pour l'Académie de nouveaux poèmes, qui n'ont pas été conservés, ainsi qu'un traité de mathématiques paru à titre posthume.

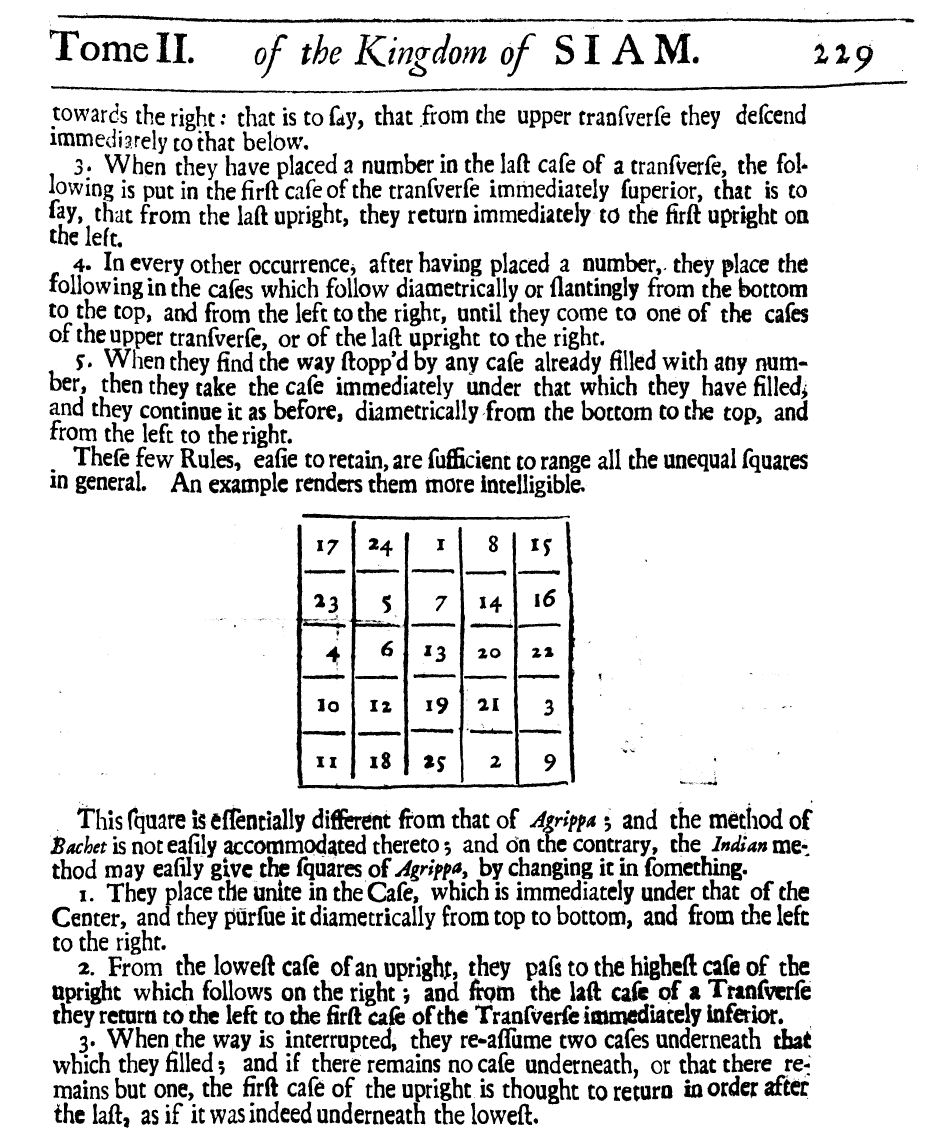
Méthode siamoise de construction des carrés magiques, dans la traduction anglaise du Royaume de Siam (1693), tome II, p. 229.

Son Royaume de Siam, traduit en anglais dès 1693, reste aujourd'hui un ouvrage de référence sur la culture et la civilisation du seul pays de l'Asie du Sud-Est qui ne fut jamais colonisé par une puissance européenne. Qu'il s'agisse de l'art de la boxe ou du massage, des costumes et des mœurs des commerçants ou des dames de la cour, du parasol, des marionnettes ou du jacquier, rien ne semble lui avoir échappé. Il est le premier Occidental à faire état du pâli, la langue du bouddhisme theravāda, dont il est également le premier à exposer les fondements sans les déformer grossièrement. Dans ce livre qui comprend une section importante sur les mathématiques, Simon de La Loubère introduit aussi pour la première fois dans la langue française le terme « carré magique ».

## Publications
- Du Royaume de Siam par Monsieur de La Loubère, envoyé extraordinaire du Roy auprès du Roy de Siam en 1687 et 1688, chez Jean-Baptiste Coignard, Paris, 1691, tome 1, 555 pages (lire en ligne)
- Du Royaume de Siam par Monsieur de La Loubère, envoyé extraordinaire du Roy auprès du Roy de Siam en 1687 et 1688, chez Jean-Baptiste Coignard, Paris, 1691, tome 2, 404 pages (lire en ligne)

Traduit en anglais sous le titre A New Historical Relation of the Kingdom of Siam (1693). Réédition : Oxford University Press, Kuala Lumpur, 1969
- Traité de l'origine des jeux floraux de Toulouse, lettres patentes du Roy, portant le rétablissement des jeux floraux en une Académie de belles lettres, brevet du Roy, qui porte confirmation des chancelier, mainteneurs et maîtres des jeux floraux et nomination de nouveaux mainteneurs, statuts pour les jeux floraux (1715) (lire en ligne)
- De la Résolution des équations, ou de l'Extraction de leurs racines (1732)